# Nálet na vlak v Grdelické soutěsce

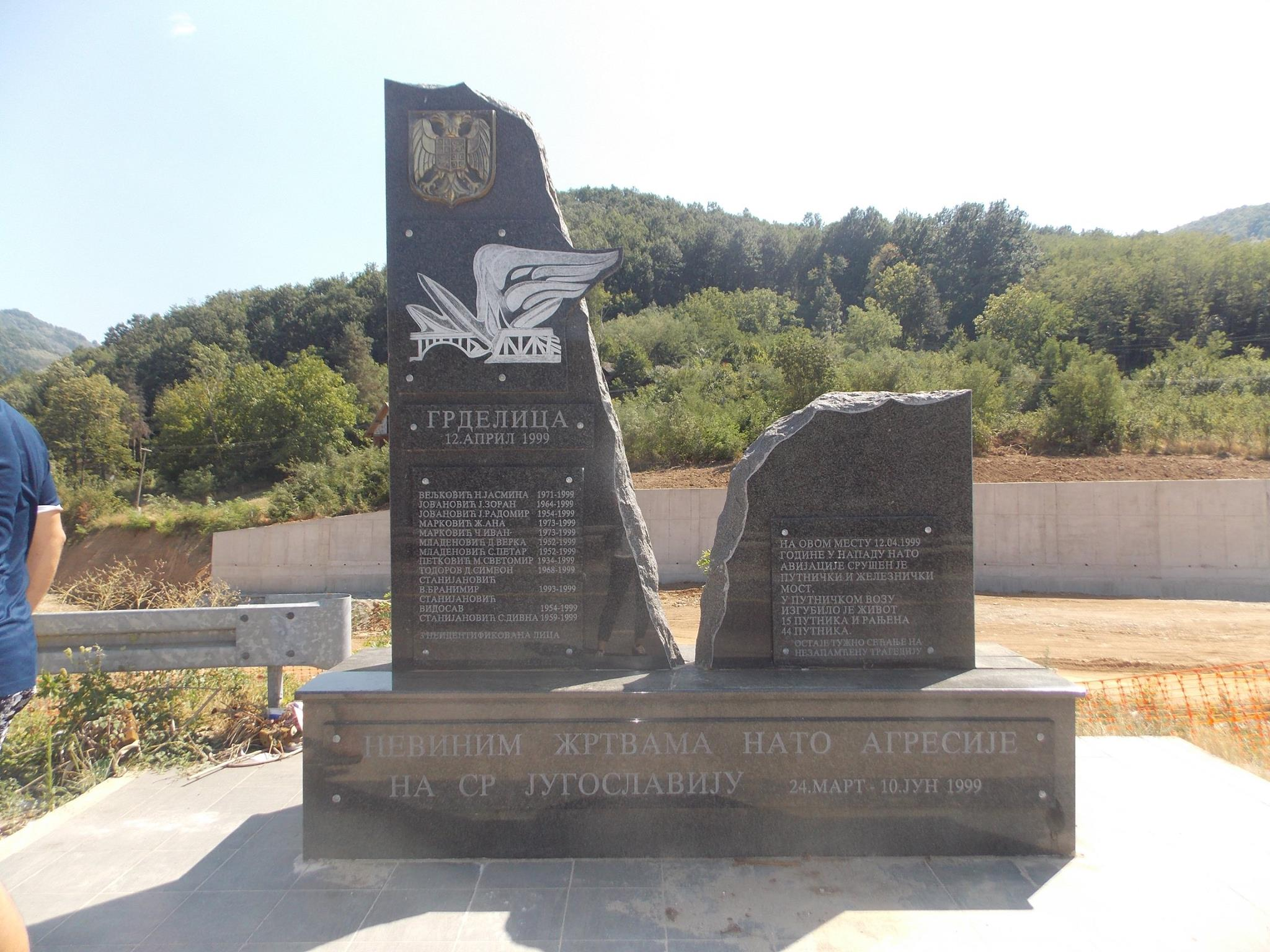
Památník obětem náletu.

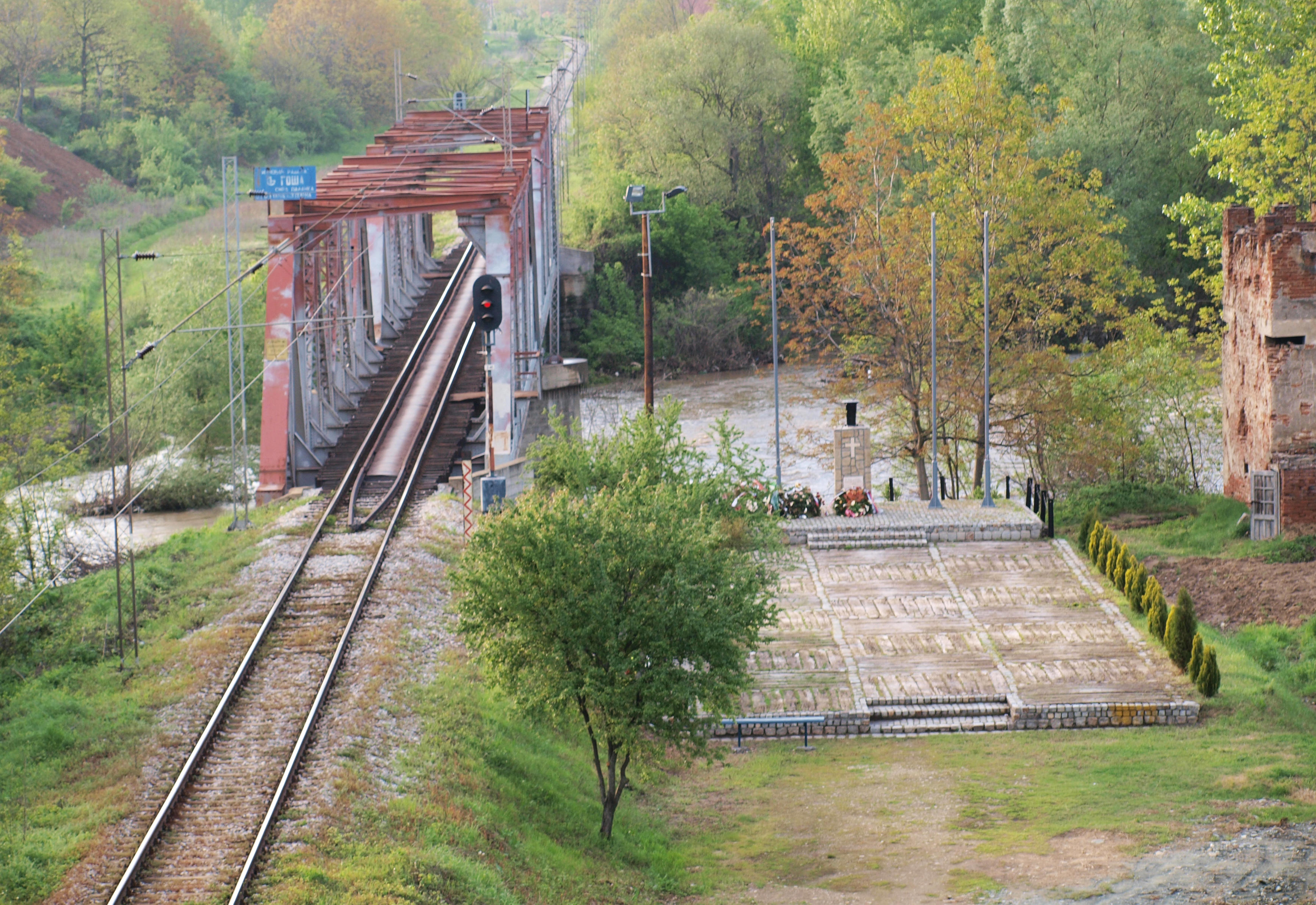
Současný pohled na most a na památník.

Nálet na vlak v Grdelické soutěsce se uskutečnil dne 12. dubna 1999 v rámci Operace Spojenecká síla, během níž byla bombardována Svazová republika Jugoslávie. Jednalo se o útok letounu NATO, který vypálil dvě rakety na vlak, který projížděl na trati Niš–Skopje úzkou soutěskou na jihu Srbska. Následoval výbuch vlaku; útok si vyžádal 13 mrtvých a 16 raněných.
K náletu došlo krátce po přehodnocení kampaně ohledně bombardování Svazové republiky Jugoslávie. Po několika týdnech, kdy byly především předmětem vzdušných náletů strategické a vojenské cíle, se vedení Severoatlantické aliance rozhodlo zaútočit rovněž i na klíčové dopravní stavby, především mosty. Železniční trať ze Skopje do Niše, která prochází právě Grdelickou soutěskou, zajišťuje spojení Srbska se Soluní a s tamním přístavem. Pro Srbsko byla klíčová kvůli zásobování země ze zahraničí. Země NATO proto tuto trať považovaly za klíčovou pro zásobování jugoslávské armády, jejíž jednotky se nacházely na území Kosova, palivem.

## Průběh
Letecký úder se uskutečnil v 11:40 za pomocí čtyř raket typu AGM-130. Zaměřeny byly na centrální část mostu a zasáhly jej v okamžik průjezdu rychlíku č. 393 z Bělehradu do Ristovace. Přestože došlo k zničení a zastavení vlaku, samotný most nebyl úderem raket stržen. Zatímco dvě rakety zasáhly vlak, další dvě vypálené střely poškodily silniční most, který se nachází nedaleko toho železničního. 
Dle tvrzení Nejvyššího spojeneckého velitele NATO v Evropě Wesleyho Clarka jel vlak příliš vysokou rychlostí na to, aby jej dokázal pilot zpozorovat, raketu nevypálit a zabránil tak civilním obětem. Pilot údajně samotný vlak nezpozoroval, domníval se, že most přejel, a pro jistotu vypálil na cíl i druhou raketu. Teprve až poté, co byly rakety odpáleny, si vlaku všiml; nemohl však udělat nic pro to, aby alespoň změnil jejich dráhu. Rakety byly přesně navedeny na cíl.
Po útoku bylo 16 raněných cestujících převezeno do nemocnice v nedalekém městě Leskovac. Počet obětí byl stanoven na 13, neboť při vyšetřování bylo nalezeno 9 lidských těl a 4 části lidských těl. Informace o tom, kolik ve vlaku cestovalo v okamžiku náletu lidí, nebyly nikde evidovány.[zdroj?]

## Reakce
Útok na vlak s civilisty vyvolal na území Jugoslávie rozhořčenou reakci. Státní zpravodajská agentura Tanjug vydala tiskovou zprávu, ve které obvinila NATO z útoku, který měl „přivést utrpení a zničení srbskému národu“. Tamní ministr zahraničí Milisav Pajić jej okomentoval se slovy, že se jednalo o „válečný zločin na nevinných civilistech“.
V celé zemi byla po útoku zastavena železniční doprava.
Velitel NATO Wesley Clark vyjádřil následujícího dne na tiskové konferenci lítost nad civilními ztrátami. Dle tvrzení NATO, resp. amerického letectva, byl cílem most, nikoliv vlak s cestujícími.
V americkém Kongresu tehdejší ministr obrany John Hamre několik měsíců po útoku prohlásil, že americké letectvo nemělo zájem na zabíjení civilistů, pouze na zničení samotného mostu, a vyjádřil nad událostí lítost.

## Následky
Od té doby byl letecký útok na vlak odpůrci kampaně NATO v Jugoslávii považován za akt brutality spojeneckých vojsk, který je připomínán vždy v okamžiku, mělo-li být bombardování Jugoslávie zpochybňováno. Některé lidsko-právní organizace jej označily za válečný zločin.[zdroj?]
V září 1999 byl železniční most opraven a obnoven provoz. V místě útoku byl vybudován památník obětem leteckého úderu. Při příležitosti osmého výročí útoku se v roce 2007 na místě náletu konala také smuteční ceremonie.